# Беријев МДР-5
Беријев МДР-5 (рус. Беријев МДР-5) је совјетски хидроавион који је пројектовала и израдила компанија ОКБ Бериев (ТАНТК Бериев). Пројектован је као двомоторни извиђачки авион далеког долета са 5 чланова посаде. Први прототип је први пут је полетео 23. маја 1938. године а производена су два прототипа.

## Пројектовање и развој
Године 1936. пројектни задатак за развој поморског извиђачког авиона дугог долета истовремено је упућен на адресе четири конструкциона бироа: И.В. Четверикова, Г.М. Бериева, П.Д. Самсонова и А.С. Москалева. Поред тога, одлучено је да се набави неколико примерака страних хидроавиона (пример за углед) како би се одабрао најбољи од њих и на основу тога дефинисали тактичко-технички услови за извиђачки авион дугог долета. На основу тога тим Г.М. Бериева је крајем 1937. године почео рад на пројекату за нови авион под ознаком МДР-5.
Авион је конципиран као двомоторни конзолни моноплан, висококрилца (парасол) са два радијална мотора уграђена у крила и двостепеним чамцем смештеним у централни део између мотора, потпуно металне конструкције. Истовремено су направљена два прототипа први је био летећи чамац а други као амфибија (летећи чамац са точковима).

## Технички опис
Технички опис направљен на основу извора
Труп хидроавиона Беријев МДР-5 је чамац са двостепеним дном. Уздужна и попречна структура (кобилица, рамови и ребра) чамца су направљени од дуралуминијумских профила. Попречна ребра се састоји од стандардних и ојачаних оквира, који су постављени на месту причвршћивања крила. За ове ојачане оквире причвршћен је и стајни трап. Облога чамца је од дуралуминијумског лима који је дуралуминијумским закивцима прочвршћена за носећу конструкцију чамца. Облога је споља премазана постојаном бојом. Труп је опремљен свим потребним елементима неопходним за везивање авиона за пристан или сидрење. У трупу се налазе три кабине: навигатора и предњег митраљезца, пилотска кабина на горњем делу трупа испод крила и кабина задњег стрелца - радио оператера. Кабине су заштићене стакленим поклопцима и довољно су простране за смештај петочлане посаде. Кабине су опремљене системом за грејање и проветравање.
Погонска група се састоји од два погонска мотора Тумански M-87A, радијални мотор са 14 цилиндара ваздухом хлађен, снаге 700 kW (950 KS) и вучне трокраке металне елисе променљивог корака пречника 3,4 m са променљивим кораком на тлу. Мотори су постављени у крилне гондоле, причвршћени за металне носаче мотора. У гондолама се налазе резервоари за уље и хладњаци за хлађење уља.
Крила се састоји се од три дела: средишњи део је саставни део трупа (центроплан) и два одвојива конзолна дела. У централном делу крила се налази веза крила са трупом авиона, резервоари са горивом и мотори. Крило је дебелог профила. Конструкција се састоји од рамењача, ребара и облоге. Сви ови елементи су направљени од метала. Одвојиви делови крила (крилне конзоле) су такође од дуралуминијума. На крајевима крила су постављена ваздухопловна светла. Облик крила је трапезаст са елиптичним крајевима. На крилу су постављени дводелни елерони и закрилци. Подкрилни неувлачиви метални пловци су причвршћени на крилне конзоле имају металну конструкцију и облогу од алу-лима. Испод крила се налази 6 подвесних носача бомби (по 3 са сваке стране).
Вертикални реп се састоји од кобилице и ребара и саставни су део трупа (чамца), и кормила. Хоризонтални стабилизатори су учвршћени за вертикални, негде око половине висине, са могућношћу промене угла у току лета. Додатно укрућење хоризонталних стабилизатора је извршено помоћу металних упорница у облику латиничног слова V. Кормила дубине и кормило правца су направљени од дуралумина обложени ал-лимом и опремљени су тримерима.
Стајни трап се састоји од два главне ноге са удвојеним точковима и репне ноге са точком. Пнеуматско пригушивање (амортизација) се налази унутар вертикалног ослонца. Точкови у лету и пловидби се подижу посебним пужним подизачем, који је повезан и са подизањем или ослобађањем репног точка. Точкови у спуштеном положају су фиксирани помоћу опружних брава. Забрављивање испуштеног стајног трапа сигнализира се светлом у кокпиту.

## Наоружање
Авион је био наоружан са: три митраљеза ШКАС калибра 7,62 mm, један покретни на прамцу а удвојени покретан на горњој страни трупа иза пилотског кокпита. Авион је могао да понесе 1.000 kg бомби на 6 подвесних носача, по 3 испод сваког крила.
| Наоружање авиона: Беријев МДР-5 |                                   |
| Ватрено (стрељачко) наоружање   |                                   |
| Топ                             |                                   |
| Митраљез                        |                                   |
| Број и ознака митраљеза         | 3 х ШКАС 7,62 mm                  |
| Број метака                     | напред 1.000 + назад 1.500 метака |
| Калибар                         | 7,62                              |
| Бомбардерско наоружање (бомбе)  |                                   |
| Класичне авио бомбе             | ФАБ-50, ФАБ-100, ФАБ-250, ФБА-500 |
| Укупна маса                     | 1.000                             |
| Број тачака за подвешавање      | 6                                 |
| Ракетно наоружање (ракете)      |                                   |

## Верзије
Направљене су две верзије авиона Беријев МДР-5, 
1. "летећи чамац" и
2. амфибија.

## Оперативно коришћење
Укупно су произведена два примерка, један у амфибијској верзији. Међутим, касније је, због услова за пловидбу, стајни трап  уклоњен. Испоставило се да је авион претежак, његове карактеристике лета (углавном трајање лета и долет) биле су знатно испод захтеваних карактеристика. Стога је на конкурсу за пројекте морског извиђачког авиона дугог долета предност дат авиону МДР-6 (Че-2), који је развио тим Пројектантског бироа И.В. Четверикова. Овај хидроавион је имао боље перформансе лета и пуштен је у серијску производњу.

## Земље које су користиле авион
- СССР